# Phi Velorum
Phi Velorum (φ Vel / φ Velorum) è una stella supergigante azzurra di magnitudine 3,5 situata nella costellazione delle Vele. La distanza è stimata sui 1585 anni luce dal sistema solare.

## Osservazione
Si tratta di una stella situata nell'emisfero australe celeste. La sua posizione è fortemente australe e ciò comporta che la stella sia osservabile prevalentemente dall'emisfero sud, dove si presenta circumpolare anche da gran parte delle regioni temperate; dall'emisfero nord la sua visibilità è invece limitata alle regioni temperate inferiori e alla fascia tropicale. Essendo di magnitudine 3,5, la si può osservare anche dai piccoli centri urbani senza difficoltà, sebbene un cielo non eccessivamente inquinato sia maggiormente indicato per la sua individuazione.
Il periodo migliore per la sua osservazione nel cielo serale ricade nei mesi compresi fra febbraio e giugno; nell'emisfero sud è visibile anche per buona parte dell'inverno, grazie alla declinazione australe della stella, mentre nell'emisfero nord può essere osservata in particolare durante i mesi primaverili boreali.

## Caratteristiche fisiche
La stella è una supergigante azzurra con massa 10 volte quella del Sole ed un'età stimata in 22-23 milioni di anni. Considerando la radiazione ultravioletta emessa, per una stella con temperatura superficiale superiore ai 13 600 K, è 18000 volte più luminosa del Sole ed ha un raggio 24 volte superiore a quello della nostra stella.
Possiede una magnitudine assoluta di -4,91 e la sua velocità radiale positiva indica che la stella si sta allontanando dal sistema solare.